# Munkfors (comune)
Munkfors è un comune svedese di 3 771 abitanti, situato nella contea di Värmland. Il suo capoluogo è la cittadina omonima, compresa per gran parte nel comune e suo unico centro urbano.

## Amministrazione

### Gemellaggi
- Lindsborg (Kansas)